# Грёгор, Томас
То́мас Грёгор (норв. Thomas Grøgaard; род. 8 февраля 1994, Арендал, Эуст-Агдер) — норвежский футболист, защитник клуба «Олесунн».

## Клубная карьера
Томас является воспитанником клуба «Одд». В середине 2012 года он подписал с клубом профессиональный контракт. Первый матч в основе Грёгор провёл в августе 2013 года против «Молде». Первым забитым голом Томас отметился летом 2016 года в матче квалификации Лиги Европы против финского «Мариехамна».
Договорённость о переходе в «Бранн» была достигнута ещё в начале 2018 года. Но практически переход Томаса к новому клубу произошёл только в летнее трансферное окно.
С 2 августа 2021 года подписал договор до конца 2023 года с клубом Элитсерии «Стрёмсгодсет».
В феврале 2024 года подписал однолетний контракт с клубом «Олесунн». Дебютировал 1 апреля в матче ОБОС-лиги против «Стабек».

## Карьера в сборной
В период с 2013 по 2014 год Томас Грёгор был основным игроком молодёжной сборной Норвегии. 27 августа 2014 года Грёгор сыграл в составе национальной сборной Норвегии в товарищеском поединке против команды ОАЭ.

## Статистика

### Матчи Грёгора за сборную Норвегии
| Матчи Грёгора за сборную Норвегии | Матчи Грёгора за сборную Норвегии | Матчи Грёгора за сборную Норвегии | Матчи Грёгора за сборную Норвегии | Матчи Грёгора за сборную Норвегии | Матчи Грёгора за сборную Норвегии |
| --------------------------------- | --------------------------------- | --------------------------------- | --------------------------------- | --------------------------------- | --------------------------------- |
| №                                 | Дата                              | Соперник                          | Счёт                              | Голы Грёгора                      | Соревнование                      |
| 1                                 | 27 августа 2014                   | ОАЭ                               | 0:0                               | —                                 | Товарищеский матч                 |

Итого: 1 матч / 0 голов; 0 побед, 1 ничья, 0 поражений.